# The 1989 World Tour
The 1989 World Tour foi a quarta turnê mundial da cantora norte-americana Taylor Swift, em suporte ao seu quinto álbum de estúdio, 1989 (2014). As datas europeias e norte-americanas, assim como duas datas no Japão, foram anunciadas em novembro de 2014, em seguida foram anunciadas datas na Oceania, em dezembro do mesmo ano. Novas datas foram anunciadas na Ásia em junho de 2015, e um terceiro show em Melbourne foi anunciado em julho de 2015. A turnê começou em 5 de maio de 2015, em Tóquio, Japão, e foi finalizada em 12 de dezembro de 2015, em Melbourne, Austrália, um dia antes do 26º aniversário da cantora.
Esta foi a 2° turnê mais rentável e a com o maior público das turnês de Swift, mobilizando 2,278,647 fãs e US$ 250,733,097 em receita, tornando-se assim a turnê de maior faturamento do ano de 2015. A turnê também ficou conhecida pelo número extenso de participações especiais, Ed Sheeran, Selena Gomez, The Weeknd, Justin Timberlake, Mick Jagger, Ellie Goulding, Idina Menzel, e parte do elenco do videoclipe de "Bad Blood", como Lily Aldridge, Mariska Hargitay e Cara Delevingne.
Em 13 de dezembro de 2015, Swift anunciou que havia feito parceria com a Apple Music para lançar o vídeo da turnê, intitulado The 1989 World Tour Live, em 20 de dezembro. Foi filmado no estádio ANZ Stadium, em Sydney, em 28 de novembro, seu maior show até a data, com um público de 75,980 pessoas.

## Antecedentes e desenvolvimento

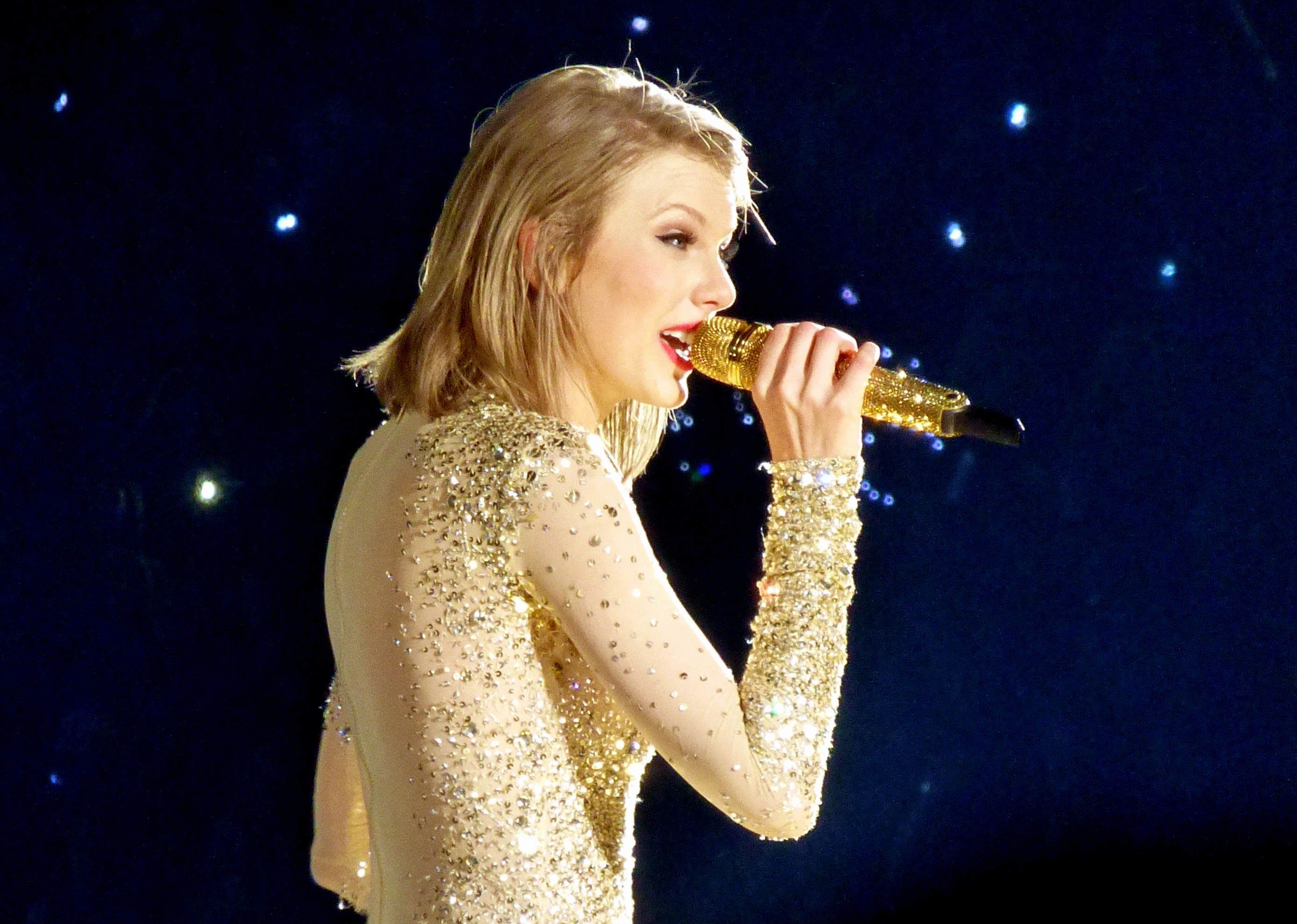
Swift se apresentando em Detroit em maio de 2015.

A turnê foi anunciada via o Twitter de Swift, em 23 de novembro de 2014, onde Swift disse: "#ATurnê1989 vai acontecer!", seguido de um link para o seu site, onde os fãs podiam descobrir a lista de datas. Além disso, foi revelado que o cantor australiano Vance Joy serviria como ato de abertura da digressão, e que os primeiros ingressos para o público norte-americano estariam disponíveis a partir do dia 14 daquele mês.
Em entrevista para a revista Time, Swift disse que "o repertório será predominantemente composto pelas canções de 1989. [...] Há tantas coisas com as quais eu ando sonhado para isso. Se você olhar a composição das minhas músicas anteriores, no que diz respeito aos elementos de produção, há muita bateria ao vivo, violões, guitarras elétricas e baixo ao vivo. E se você olhar o panorama de 1989, é feito principalmente de sintetizadores e baterias automatizadas e esses sons tipo de grandes  sintetizadores épicos, e baixos e vocais em camadas. Eu tenho uma banda muito grande, somos, o que, 14 pessoas, então no fim você vai ter mais é uma sensação ao vivo, no sentido que ele vai ser preenchido e será dramático, com mais camadas, mas nunca ao ponto de parecer barulhento ou superlotado."
Swift também comentou sobre o desafio de se apresentar em estádios, afirmando que "o desafio com um show num estádio é fazer com que as pessoas na última fileira superior tenham uma experiência íntima e pessoal." No mês seguinte em uma entrevista para a KIIS-FM, ela revelou que sabia como seria o palco, além de saber que "todos os fãs parecem estar dizendo que realmente não querem que nenhuma das canções [de 1989] sejam deixadas fora do set list".
A turnê levou sete meses para ser planejada, seguido de três meses de ensaios musical, quatro semanas de ensaios de palco e dez dias de dois ensaios gerais diários. A comitiva era composta de 26 caminhões semirreboque e 11 ônibus transportando 146 pessoas de cidade em cidade. Além disso, cerca de 125-150 pessoas eram contratadas em cada cidade para ajudar com a carga e montagem do palco. Todo o processo de carregamento e montagem do palco levava entre 6 e 8 horas em arenas, enquanto os estádios exigiam um dia adicional. Muitos dos membros da equipe já haviam trabalhado em excursões de Swift desde a era Fearless. Swift escolheu dois modelos de capa de vinil para os caminhões; 13 tinham um modelo e 13 tinham o outro.

## Filmagem

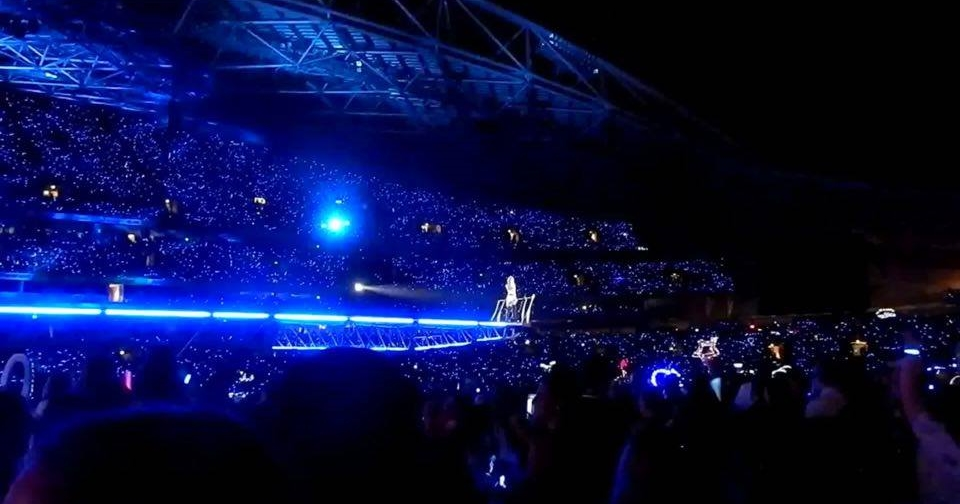
Concerto em Sydney.

No show de Sydney, no dia 28 de Novembro de 2015, haviam placas no estádio ANZ Stadium dizendo: "Os eventos de hoje serão gravados para transmissão global, e também podem fazer parte de um programa de televisão... para fins comerciais e promocionais." Apesar de não haver mais informações sobre o motivo das filmagens, houve especulações de que seria para um DVD da 1989 World Tour, a ser lançado assim que a turnê acabasse, em Melbourne, no final de 2015. Especulações posteriores envolviam o lançamento de um video pela Apple Music, o que, mais tarde, foi confirmado. Coincidentemente, "All You Had To Do Was Stay" e "This Love" foram adicionados de volta ao show após terem sido deixadas de fora da set list por vários meses. Assim, o set list de Sydney ficou idêntico ao de Tóquio, onde a turnê começou.
Em 13 de dezembro de 2015 (26º aniversário de Taylor), ela anunciou que havia feito uma parceria com a Apple Music para lançar o vídeo da turnê, chamado The 1989 World Tour Live, no dia 20 de dezembro. Filmado didante de 76.000 fãs durante sua parada no ANZ Stadium, em Sydney, em 28 de novembro, o vídeo mostra todo o show e imagens nunca antes vistas dos bastidores e dos ensaios com alguns dos convidados-surpresa de shows anteriores.

## Recepção comercial

### Venda de ingressos
A pré-venda dos shows europeus começou em 4 de novembro de 2014, a venda ao público para esta etapa começou em 7 de novembro, os ingressos para o show em Londres foram vendidos posteriormente, em 10 de novembro. O primeiro lote de pré-venda de alguns shows na América do Norte começou a ser vendido em 7 de novembro de 2014, e a venda ao público em geral naquele continente se deu a partir de 14 de novembro do mesmo ano; a Austrália começou as vendas a partir de 12 de dezembro de 2014, e o Japão iniciou as vendas no dia seguinte, 13 de dezembro; Singapura e Xangai começaram as vendas a partir de 30 de junho de 2015. Swift foi a sexta artista mais procurada no site de vendas Ticketmaster, em 2014.
Os ingressos se esgotaram em muitas cidades quando as vendas gerais começaram. Swift anunciou 9 datas extras, bem como um show em Houston na fase norte-americana. Los Angeles foi a cidade com mais datas extras, com 3 shows adicionais no Staples Center. As cidades que ganharam um show extra foram East Rutherford, Chicago, Washington, D.C., Filadédlfia, St. Paul, Santa Clara. Em St. Louis, Swift originalmente iria se apresentar em 13 e 14 de outubro de 2015, mas depois de adicionar Houston à turnê, os shows em St. Louis foram reduzidos de dois para um, e ela viria a se apresentar nesta cidade apenas em 28 de setembro de 2015, e os ingressos foram disponibilizados para venda às 10 da manhã do dia 30 de janeiro de 2015. No entanto, os ingressos para este show se esgotaram em poucos minutos, isso resultou em uma segunda data sendo adicionada naquele local, em 29 de setembro. Swift também adicionou datas na etapa europeia da turnê, devido à grande popularidade, uma em Colônia e outra em Dublin. Em Dublin, os ingressos para ambas as datas se esgotaram em 55 minutos, sendo que a segunda data foi adicionada 6 minutos depois dos ingressos para o primeiro show terem se esgotado.
Na Austrália, os mais de 30.000 ingressos para o primeiro show em Melbourne (11 de dezembro de 2015) se esgotaram em menos de uma hora. Logo após, Swift anunciou 2 datas extras para esta fase, uma em Melbourne e uma em Adelaide. Devido à demanda popular, em julho de 2015 Swift adicionou um terceiro show em Melbourne, após os 2 primeiros se esgotarem, e se tornou a primeira artista feminina a fazer 3 shows de uma mesma turnê no estádio AAMI Park.
Em janeiro de 2015, a revista Forbes relatou que a The 1989 World Tour foi uma das turnês mais caras de 2015, logo atrás da On with the Show da banda britânica Fleetwood Mac e da V Tour da banda americana Maroon 5. Nos Estados Unidos, o preço médio de um ingresso era de US$380 de acordo com a TiqIQ, e a data com ingresso mais barato foi o show no estádio Fargodome, em Fargo, Dakota do Norte, em 12 de outubro, onde o preço médio do ingresso foi de US$ 182,95, e o ingresso mais barato US$ 79. O show em 29 de junho de 2015, em Dublin, foi a data européia mais cara, onde o preço médio do ingresso foi de US$ 285, com o ingresso mais barato a US$ 198. O show de Sydney teve o preço mínimo mais barato dos shows de Taylor Swift na Austrália, a $130 australianos (US$ 100). O show mais caro foi a apresentação final em Melbourne - sábado, 12 de dezembro de 2015 - com um preço mínimo de de $249 australianos (US$ 193). No total, os ingressos da turnê The Red Tour tiveram um preço médio de $ 176 em todas suas quatro fases, enquanto a 1989 World Tour teve um preço médio de cerca de US$ 392 por show, um aumento de 123%. Os ingressos da turnê 1989 World Tour foram os mais caros da carreira de Taylor Swift.

### Faturamento
Os cinco shows da fase norte-americana (20 de maio – 6 de junho de 2015, sem incluir Baton Rouge) geraram um total de US$ 16.8 milhões com a venda de 149,708 ingressos. A turnê ficou no topo da parada Billboard Hot Tours pela segunda semana consecutiva, faturando US$ 15.2 milhões, com um total de 129,962 ingressos vendidos em três shows em Charlotte e na Filadélfia. Até 1º de agosto de 2015, a turnê havia arrecadado US$ 86.2 milhões, com 20 apresentações nos EUA e no Canadá, com um total de 771.460 ingressos vendidos em sete arenas e nove estádios. Em 9 de setembro, a revista Billboard informou que a turnê já havia arrecadado mais de US$ 130 milhões, com 1.1 milhão de ingressos vendidos, e afirmou que esta poderia se tornar a turnê mais lucrativa de Swift. A The 1989 World Tour ultrapassou oficialmente a The Red Tour em outubro de 2015, quando a Billboard informou que a turnê havia arrecadado mais de US$ 173 milhões. Nesta época, a turnê também voltou ao número 1 no Hot Tours da revista Billboard, sendo esta a sexta vez no ano de 2015 que Swift ficou no topo da parada semanal das turnês mais lucrativas, graças a venda de ingressos terem totalizado US$ 13.6 milhões com os shows em Toronto, St. Louis e Des Moines.
De acordo com a revista Billboard, depois de terminar a etapa norte-americana em Tampa, a turnê havia faturado mais de US$ 217 milhões com 71 shows, ultrapassando a turnê On the Road Again da banda britânica One Direction, e se tornou a turnê pop de maior faturamento em 2015. Os 2 concertos de Swift no estádio MetLife Stadium em East Rutherford ficaram na posição de número 8 da lista "Top 25 Faturamentos", que elege os shows de maior faturamento do ano; a turnê também teve outras 6 posições nessa lista, incluindo as apresentações em Santa Clara, Foxborough, Filadélfia, Chicago, Tóquio e Washington, D.C..
Depois de seu encerramento em Melbourne, a turnê havia arrecado mais de US$ 250 milhões, e tornou-se a turnê de maior faturamento de 2015, ficando no topo das paradas "Top 20 Turnês Mundiais de 2015", "Top 100 Turnês Mundiais de 2015", "Top 200 Turnês Norte-Americanas" da revista Pollstar. A The 1989 World Tour arrecadou mais de US$ 199.4 milhões somente na América do Norte, quebrando o recorde histórico de 162 milhões de dólares estabelecido pela banda The Rolling Stones em 2005, e Swift tornou-se a primeira artista feminina na história da música a conseguir tal feito. O ano de recordes de Swift também deu a ela três posições na lista das 25 turnês norte-americanas de maior faturamento da história, sendo esta a de mais alto faturamento por uma mulher, mas terceira no ranking geral de artistas.
Duas performances no estádio Tokyo Dome, em Tóquio, classificaram-se na posição de número 9 da lista "Top 100 Faturamento International de 2015" da revista Pollstar, aparecendo nesta lista junto com estes 2 shows em Tóquio, estão os shows em Melbourne, Sydney, Shanghai e Brisbane. A The 1989 World Tou  também teve outras 24 posições em outra lista da Pollstar - "Top 200 Faturamento de Turnês na América do Norte" - com a posição mais alta sendo a de número 5, com 2 shows no MetLife Stadium, e a posição mais baixa, com as 2 apresentações no Pepsi Center, em Denver, foi a de número 160.

## Repertório
1. "Welcome to New York"
2. "New Romantics"
3. "Blank Space"
4. "I Knew You Were Trouble"
5. "I Wish You Would"
6. "How You Get the Girl"
7. "I Know Places"
8. "All You Had to Do Was Stay"
9. "You Are in Love"
10. "Clean"
11. "Love Story"
12. "Style"
13. "This Love"
14. "Bad Blood"
15. "We Are Never Ever Getting Back Together"
16. "Enchanted" / "Wildest Dreams"
17. "Out of the Woods"
18. "Shake It Off"

- Durante o segundo show em Dublin, Swift cantou "Holy Ground" no lugar de "You Are in Love".[42]
- Em datas selecionadas, Swift cantou "Wonderland" no lugar de "You Are in Love".[43][44]
- Durante o segundo show em East Rutherford,[45] Washington, D.C.,[46] Los Angeles, Denver, Salt Lake City, o primeiro em Kallang, o segundo em Xangai e o primeiro em Foxborough, Swift cantou "You Belong with Me" no lugar de "You Are in Love".
- Durante o primeiro show em Chicago, Edmonton, Denver, St. Paul, Tampa e Arlington, o segundo em Toronto, Foxborough e Melbourne, o terceiro em Los Angeles, e no concerto em Atlanta, Swift cantou "Fifteen" no lugar de "You Are in Love".[47][48]
- Durante o segundo show em Chicago, o concerto em Seattle, a quinta apresentação em Los Angeles, o concerto em Houston e o segundo show em St. Paul, Swift cantou "Mean" no lugar de "You Are in Love".[49][50]
- Durante a apresentação em Vancouver, Swift cantou uma versão acústica de "Sparks Fly" no lugar de "You Are in Love".[51]
- Durante o segundo show em Edmonton e em Omaha e no de San Diego, Swift cantou "Fearless" no lugar de "You Are In Love".[52][53]
- Durante o primeiro show em Santa Clara, Swift cantou "Should've Said No" no lugar de "You Are in Love".[54]
- Durante o segundo concerto em Santa Clara, Swift cantou "Never Grow Up" no lugar de "You Are in Love".[55]
- Durante a primeira apresentação em Glendale, Swift cantou "Ronan"no lugar de "You Are in Love".[56]
- Durante o primeiro show em Los Angeles, Swift cantou  "All Too Well" no lugar de "You Are in Love".[57]
- Durante o primeiro concerto em Columbus, Swift cantou uma versão acústica de "Red" no lugar de "You Are in Love".[58]
- Durante o show em Brisbane, Swift cantou "Mine" no lugar de "You Are in Love" em homenagem à uma vítima de um acidente de carro, Rachel. Depois que seus amigos começaram a hashtag, #MineForRachel, Swift a cantou atendendo ao pedido, informando ao público que a canção era dedicada a Rachel e seus amigos. Rachel iria estar presente no show antes da tragédia.[59]
- Durante o terceiro concerto em Melbourne, Swift cantou "Long Live" no lugar de "You Are in Love".[60]

Swift fez dueto com convidados musicais na maioria das datas da turnê. Outros convidados especiais incluíram co-estrelas do videoclipe de "Bad Blood", e amigos, que se juntaram a ela na passarela durante a canção "Style".
- 15 de maio 2015 – Las Vegas: "Tenerife Sea" com Ed Sheeran.[61]
- 30 de maio de 2015 – Detroit: "Radioactive" com Dan Reynolds da banda Imagine Dragons;[62] Martha Hunt & Gigi Hadid.[63]
- 06 de junho de 2015 – Pittsburgh: "Pontoon" com Little Big Town[44]
- 12 de junho de 2015 – Filadélfia: "Cool Kids" com Echosmith; Cara Delevingne & Mariska Hargitay.[64]
- 13 de junho de 2015 – Filadélfia: "Fight Song" com Rachel Platten; Mariska Hargitay.[65]
- 27 de junho de 2015 – Londres: Kendall Jenner, Gigi Hadid, Serena Williams, Martha Hunt, Karlie Kloss e Cara Delevingne.[66]
- 10 de julho de 2015 – East Rutherford: "Can't Feel My Face" com The Weeknd; Heidi Klum e a Seleção de Futebol Feminino dos Estados Unidos; Lily Aldridge, Lena Dunham, Gigi Hadid e Hailee Steinfeld.[67]
- 11 de julho de 2015 – East Rutherford: "Jealous" com Nick Jonas; Gigi Hadid, Martha Hunt, Lily Aldridge, Karlie Kloss, Candice Swanepoel, Behati Prinsloo, e Uzo Aduba.[68]
- 13 de julho de 2015 – Washington, D.C.: "Royals" com Lorde.[69]
- 14 de julho de 2015 – Washington, D.C.: "Want to Want Me" com Jason Derulo.[70]
- 18 de julho de 2015 – Chicago: "Honey, I'm Good." com Andy Grammer; Serayah.[71]
- 19 de julho de 2015 – Chicago: "Take Your Time" com Sam Hunt; Andreja Pejić & Lily Donaldson.[72]
- 24 de julho de 2015 – Foxborough: "Shut Up and Dance" com Walk the Moon.[73]
- 25 de julho de 2015 – Foxborough: "Classic" com MKTO.[74]
- 1 de agosto de 2015 – Vancouver: "Am I Wrong" com Nico & Vinz.[75]
- 8 de agosto de 2015 – Seattle: "Trap Queen" com Fetty Wap;[76] Ciara e Russell Wilson.[77]
- 14 de agosto de 2015 – Santa Clara: "Worth It"com Fifth Harmony.[78]
- 15 de agosto de 2015 – Santa Clara: "Black Magic" com  Little Mix; Joan Baez e Julia Roberts.[79]
- 21 de agosto de 2015 – Los Angeles: "Counting Stars" com Ryan Tedder do OneRepublic; Kobe Bryant presentou Swift com uma bandeira pendurada nas vigas do Staples Center, em homenagem aos 16 shows esgotados de Swift, maior número por um cantor, na arena.[80]
- 22 de agosto de 2015 – Los Angeles: "White Horse" com Uzo Aduba; Chris Rock, Matt LeBlanc e Sean O'Pry; "Doubt" e "Family Affair" com Mary J. Blige.[81]
- 24 de agosto de 2015 – Los Angeles: "Goodbye Earl" com Natalie Maines das Dixie Chicks; Ellen DeGeneres; "You Oughta Know" com Alanis Morissette.[82]
- 25 de agosto de 2015 – Los Angeles: "Dreams" com Beck e St. Vincent; "All of Me" com John Legend.[83]
- 26 de agosto de 2015 – Los Angeles: "Good for You" com Selena Gomez; "Smelly Cat" com Lisa Kudrow; "Mirrors" com Justin Timberlake.[84]
- 29 de agosto de 2015 – San Diego: "Cheerleader" com OMI; "Complicated" com Avril Lavigne.[85]
- 9 de setembro de 2015 – Houston:  "See You Again" com Wiz Khalifa.[86]
- 16 de setembro de 2015 – Indianópolis: "If I Die Young" com The Band Perry.[87]
- 18 de setembro de 2015 – Columbus: "Cool Kids" com Sydney Sierota da banda americana Echosmith.[88]
- 21 de setembro de 2015 – Kansas City: "Every Mile a Memory" com Dierks Bentle.[89]
- 25 de setembro de 2015 – Nashville: "Love Me Like You Mean It" com Kelsea Ballerini; "I Don't Want to Miss a Thing" com Steven Tyler do Aerosmith; "When You Say Nothing at All" com Alison Krauss.[90]
- 26 de setembro de 2015 – Nashville: "Bleeding Love" com Leona Lewis; "(I Can't Get No) Satisfaction" com Mick Jagger do The Rolling Stones.[91]
- 29 de setembro de 2015 – St. Louis: "The Fix" with Nelly, e "Hot in Herre" com Nelly e Haim. Em homenagem à ultima noite da banda Haim na turnê, Swift as convidou para se juntarem a ela no palco, como dançarinas  do Nelly.[92]
- 2 de outubro de 2015 – Toronto: "John Cougar, John Deere, John 3:16" e "Somebody Like You" com Keith Urban.[93]
- 3 de outubro de 2015 – Toronto: "Boom Clap" com Charli XCX.[94]
- 17 de outubro de 2015 – Arlington: "Love Me like You Do" com Ellie Goulding.[95]
- 21 de outubro de 2015 – Greensboro: "Little Red Wagon" com Miranda Lambert.[96]
- 24 de outubro de 2015 – Atlanta: "Talking Body" com Tove Lo.[97]
- 27 de outubro de 2015 – Miami: Dwyane Wade presenteou Swift com uma camisa de basquetebol com o numero '13', em homenagem ao numero de sorte de Swift, e à 13ª temporada dele no Miami Heat; "Give Me Everything" com Pitbull; "Livin' la Vida Loca" com Ricky Martin.[98]
- 31 de outubro de 2015 – Tampa: "Here" com Alessia Cara; "Let It Go" com Idina Menzel. Durante a canção "Style", antes de cantarem "Let It Go", Swift usou uma fantasia de Olaf, enquanto Menzel usou uma fantasia de sua personagem Elsa, ambos do filme Frozen, para comemorar o Halloween.[99]

## Datas
| Data                       | Cidade           | País           | Local                         | Atos de abertura            | Público                      | Receita         |
| Etapa 1 — Ásia             | Etapa 1 — Ásia   | Etapa 1 — Ásia | Etapa 1 — Ásia                | Etapa 1 — Ásia              | Etapa 1 — Ásia               | Etapa 1 — Ásia  |
| -------------------------- | ---------------- | -------------- | ----------------------------- | --------------------------- | ---------------------------- | --------------- |
| 5 de maio de 2015          | Tóquio           | Japão          | Tokyo Dome                    | N/A                         | 100,320 / 100,320 (100%)     | US$ 10,586,828  |
| 6 de maio de 2015          | Tóquio           | Japão          | Tokyo Dome                    | N/A                         | 100,320 / 100,320 (100%)     | US$ 10,586,828  |
| Etapa 2 — América do Norte |                  |                |                               |                             |                              |                 |
| 15 de maio de 2015         | Las Vegas        | Estados Unidos | City of Rock                  | —                           | —                            | —               |
| 20 de maio de 2015         | Bossier City     | Estados Unidos | CenturyLink Center            | Vance Joy                   | 12,459 / 12,459 (100%)       | US$ 1,458,197   |
| 22 de maio de 2015         | Baton Rouge      | Estados Unidos | LSU Tiger Stadium             | Vance Joy Shawn Mendes      | 50,227 / 50,227 (100%)       | US$ 4,119,670   |
| 30 de maio de 2015         | Detroit          | Estados Unidos | Ford Field                    | Vance Joy Shawn Mendes      | 50,703 / 50,703 (100%)       | US$ 5,999,690   |
| 2 de junho de 2015         | Louisville       | Estados Unidos | KFC Yum! Center               | Vance Joy                   | 16,242 / 16,242 (100%)       | US$ 1,863,281   |
| 3 de junho de 2015         | Cleveland        | Estados Unidos | Quicken Loans Arena           | Vance Joy                   | 15,503 / 15,503 (100%)       | US$ 1,732,041   |
| 6 de junho de 2015         | Pittsburgh       | Estados Unidos | Heinz Field                   | Vance Joy Shawn Mendes      | 54,801 / 54,801 (100%)       | US$ 5,836,926   |
| 8 de junho de 2015         | Charlotte        | Estados Unidos | Time Warner Cable Arena       | Vance Joy                   | 15,024 / 15,024 (100%)       | US$ 1,627,798   |
| 9 de junho de 2015         | Raleigh          | Estados Unidos | PNC Arena                     | Vance Joy                   | 13,886 / 13,886 (100%)       | US$ 1,653,762   |
| 12 de junho de 2015        | Filadélfia       | Estados Unidos | Lincoln Financial Field       | Vance Joy Shawn Mendes      | 101,052 / 101,052 (100%)     | US$ 11,987,816  |
| 13 de junho de 2015        | Filadélfia       | Estados Unidos | Lincoln Financial Field       | Vance Joy Shawn Mendes      | 101,052 / 101,052 (100%)     | US$ 11,987,816  |
| Etapa 3 — Europa           |                  |                |                               |                             |                              |                 |
| 19 de junho de 2015        | Colônia          | Alemanha       | Lanxess Arena                 | James Bay                   | 29,020 / 29,020 (100%)       | US$ 2,054,690   |
| 20 de junho de 2015        | Colônia          | Alemanha       | Lanxess Arena                 | James Bay                   | 29,020 / 29,020 (100%)       | US$ 2,054,690   |
| 21 de junho de 2015        | Amesterdã        | Países Baixos  | Ziggo Dome                    | James Bay                   | 11,166 / 11,166 (100%)       | US$ 800,829     |
| 23 de junho de 2015        | Glasgow          | Escócia        | The SSE Hydro                 | Vance Joy                   | 11,021 / 11,021 (100%)       | US$ 1,119,300   |
| 24 de junho de 2015        | Manchester       | Inglaterra     | Manchester Arena              | Vance Joy                   | 14,773 / 14,773 (100%)       | US$ 1,478,760   |
| 27 de junho de 2015        | Londres          | Inglaterra     | Hyde Park                     | Rae Morris                  | —                            | —               |
| 29 de junho de 2015        | Dublin           | Irlanda        | 3Arena                        | Vance Joy                   | 25,188 / 25,188 (100%)       | US$ 1,975,510   |
| 30 de junho de 2015        | Dublin           | Irlanda        | 3Arena                        | Vance Joy                   | 25,188 / 25,188 (100%)       | US$ 1,975,510   |
| Etapa 4 — América do Norte |                  |                |                               |                             |                              |                 |
| 6 de julho de 2015         | Ottawa           | Canadá         | Canadian Tire Centre          | Vance Joy                   | 13,480 / 13,480 (100%)       | US$ 1,325,480   |
| 7 de julho de 2015         | Montreal         | Canadá         | Bell Centre                   | Vance Joy                   | 14,770 / 14,770 (100%)       | US$ 1,499,040   |
| 10 de julho de 2015        | East Rutherford  | Estados Unidos | MetLife Stadium               | Vance Joy Shawn Mendes Haim | 110,105 / 110,105 (100%)     | US$ 13,423,858  |
| 11 de julho de 2015        | East Rutherford  | Estados Unidos | MetLife Stadium               | Vance Joy Shawn Mendes Haim | 110,105 / 110,105 (100%)     | US$ 13,423,858  |
| 13 de julho de 2015        | Washington, D.C. | Estados Unidos | Nationals Park                | Vance Joy Shawn Mendes Haim | 85,014 / 85,014 (100%)       | US$ 9,730,596   |
| 14 de julho de 2015        | Washington, D.C. | Estados Unidos | Nationals Park                | Vance Joy Shawn Mendes Haim | 85,014 / 85,014 (100%)       | US$ 9,730,596   |
| 18 de julho de 2015        | Chicago          | Estados Unidos | Soldier Field                 | Vance Joy Shawn Mendes Haim | 110,109 / 110,109 (100%)     | US$ 11,469,887  |
| 19 de julho de 2015        | Chicago          | Estados Unidos | Soldier Field                 | Vance Joy Shawn Mendes Haim | 110,109 / 110,109 (100%)     | US$ 11,469,887  |
| 24 de julho de 2015        | Foxborough       | Estados Unidos | Gillette Stadium              | Vance Joy Shawn Mendes Haim | 116,849 / 116,849 (100%)     | US$ 12,533,166  |
| 25 de julho de 2015        | Foxborough       | Estados Unidos | Gillette Stadium              | Vance Joy Shawn Mendes Haim | 116,849 / 116,849 (100%)     | US$ 12,533,166  |
| 1° de agosto de 2015       | Vancouver        | Canadá         | BC Place                      | Vance Joy Shawn Mendes      | 41,463 / 41,463 (100%)       | US$ 4,081,820   |
| 4 de agosto de 2015        | Edmonton         | Canadá         | Rexall Place                  | Vance Joy                   | 26,534 / 26,534 (100%)       | US$ 2,387,080   |
| 5 de agosto de 2015        | Edmonton         | Canadá         | Rexall Place                  | Vance Joy                   | 26,534 / 26,534 (100%)       | US$ 2,387,080   |
| 8 de agosto de 2015        | Seattle          | Estados Unidos | CenturyLink Field             | Vance Joy Shawn Mendes      | 55,711 / 55,711 (100%)       | US$ 6,050,643   |
| 14 de agosto de 2015       | Santa Clara      | Estados Unidos | Levi's Stadium                | Vance Joy Shawn Mendes      | 102,139 / 102,139 (100%)     | US$ 13,031,146  |
| 15 de agosto de 2015       | Santa Clara      | Estados Unidos | Levi's Stadium                | Vance Joy Shawn Mendes      | 102,139 / 102,139 (100%)     | US$ 13,031,146  |
| 17 de agosto de 2015       | Glendale         | Estados Unidos | Gila River Arena              | Vance Joy                   | 26,520 / 26,520 (100%)       | US$ 3,029,628   |
| 18 de agosto de 2015       | Glendale         | Estados Unidos | Gila River Arena              | Vance Joy                   | 26,520 / 26,520 (100%)       | US$ 3,029,628   |
| 21 de agosto de 2015       | Los Angeles      | Estados Unidos | Staples Center                | Vance Joy Haim              | 70,563 / 70,563 (100%)       | US$ 8,961,681   |
| 22 de agosto de 2015       | Los Angeles      | Estados Unidos | Staples Center                | Vance Joy Haim              | 70,563 / 70,563 (100%)       | US$ 8,961,681   |
| 24 de agosto de 2015       | Los Angeles      | Estados Unidos | Staples Center                | Vance Joy Haim              | 70,563 / 70,563 (100%)       | US$ 8,961,681   |
| 25 de agosto de 2015       | Los Angeles      | Estados Unidos | Staples Center                | Vance Joy Haim              | 70,563 / 70,563 (100%)       | US$ 8,961,681   |
| 26 de agosto de 2015       | Los Angeles      | Estados Unidos | Staples Center                | Vance Joy Haim              | 70,563 / 70,563 (100%)       | US$ 8,961,681   |
| 29 de agosto de 2015       | San Diego        | Estados Unidos | Petco Park                    | Vance Joy Shawn Mendes      | 44,710 / 44,710 (100%)       | US$ 5,475,237   |
| 4 de setembro de 2015      | Salt Lake City   | Estados Unidos | EnergySolutions Arena         | Vance Joy                   | 14,131 / 14,131 (100%)       | US$ 1,589,686   |
| 5 de setembro de 2015      | Denver           | Estados Unidos | Pepsi Center                  | Vance Joy                   | 27,126 / 27,126 (100%)       | US$ 2,868,991   |
| 6 de setembro de 2015      | Denver           | Estados Unidos | Pepsi Center                  | Vance Joy                   | 27,126 / 27,126 (100%)       | US$ 2,868,991   |
| 9 de setembro de 2015      | Houston          | Estados Unidos | Minute Maid Park              | Vance Joy Shawn Mendes      | 40,122 / 40,122 (100%)       | US$ 5,202,196   |
| 11 de setembro de 2015     | Saint Paul       | Estados Unidos | Xcel Energy Center            | Vance Joy                   | 45,126 / 45,126 (100%)       | US$ 5,514,863   |
| 12 de setembro de 2015     | Saint Paul       | Estados Unidos | Xcel Energy Center            | Vance Joy                   | 45,126 / 45,126 (100%)       | US$ 5,514,863   |
| 13 de setembro de 2015     | Saint Paul       | Estados Unidos | Xcel Energy Center            | Vance Joy                   | 45,126 / 45,126 (100%)       | US$ 5,514,863   |
| 16 de setembro de 2015     | Indianápolis     | Estados Unidos | Bankers Life Fieldhouse       | Vance Joy                   | 14,010 / 14,010 (100%)       | US$ 1,550,268   |
| 17 de setembro de 2015     | Columbus         | Estados Unidos | Nationwide Arena              | Vance Joy                   | 29,936 / 29,936 (100%)       | US$ 3,369,693   |
| 18 de setembro de 2015     | Columbus         | Estados Unidos | Nationwide Arena              | Vance Joy                   | 29,936 / 29,936 (100%)       | US$ 3,369,693   |
| 21 de setembro de 2015     | Kansas City      | Estados Unidos | Sprint Center                 | Vance Joy                   | 27,857 / 27,857 (100%)       | US$ 2,967,558   |
| 22 de setembro de 2015     | Kansas City      | Estados Unidos | Sprint Center                 | Vance Joy                   | 27,857 / 27,857 (100%)       | US$ 2,967,558   |
| 25 de setembro de 2015     | Nashville        | Estados Unidos | Bridgestone Arena             | Vance Joy Haim              | 28,917 / 28,917 (100%)       | US$ 3,354,844   |
| 26 de setembro de 2015     | Nashville        | Estados Unidos | Bridgestone Arena             | Vance Joy Haim              | 28,917 / 28,917 (100%)       | US$ 3,354,844   |
| 28 de setembro de 2015     | St. Louis        | Estados Unidos | Scottrade Center              | Vance Joy Haim              | 29,688 / 29,688 (100%)       | US$ 3,452,940   |
| 29 de setembro de 2015     | St. Louis        | Estados Unidos | Scottrade Center              | Vance Joy Haim              | 29,688 / 29,688 (100%)       | US$ 3,452,940   |
| 2 de outubro de 2015       | Toronto          | Canadá         | Rogers Centre                 | Vance Joy Shawn Mendes      | 99,283 / 99,283 (100%)       | US$ 8,670,990   |
| 3 de outubro de 2015       | Toronto          | Canadá         | Rogers Centre                 | Vance Joy Shawn Mendes      | 99,283 / 99,283 (100%)       | US$ 8,670,990   |
| 8 de outubro de 2015       | Des Moines       | Estados Unidos | Wells Fargo Arena             | Vance Joy                   | 13,969 / 13,969 (100%)       | US$ 1,566,321   |
| 9 de outubro de 2015       | Omaha            | Estados Unidos | CenturyLink Center Omaha      | Vance Joy                   | 29,622 / 29,622 (100%)       | US$ 3,121,421   |
| 10 de outubro de 2015      | Omaha            | Estados Unidos | CenturyLink Center Omaha      | Vance Joy                   | 29,622 / 29,622 (100%)       | US$ 3,121,421   |
| 12 de outubro de 2015      | Fargo            | Estados Unidos | Fargodome                     | Vance Joy                   | 21,067 / 21,067 (100%)       | US$ 2,219,188   |
| 17 de outubro de 2015      | Arlington        | Estados Unidos | AT&T Stadium                  | Vance Joy Shawn Mendes      | 62,630 / 62,630 (100%)       | US$ 7,396,733   |
| 20 de outubro de 2015      | Lexington        | Estados Unidos | Rupp Arena                    | Vance Joy                   | 17,084 / 17,084 (100%)       | US$ 1,870,471   |
| 21 de outubro de 2015      | Greensboro       | Estados Unidos | Greensboro Coliseum           | Vance Joy                   | 15,079 / 15,079 (100%)       | US$ 1,662,171   |
| 24 de outubro de 2015      | Atlanta          | Estados Unidos | Georgia Dome                  | Vance Joy Shawn Mendes      | 56,046 / 56,046 (100%)       | US$ 6,034,846   |
| 27 de outubro de 2015      | Miami            | Estados Unidos | American Airlines Arena       | Vance Joy                   | 14,044 / 14,044 (100%)       | US$ 1,527,919   |
| 31 de outubro de 2015      | Tampa            | Estados Unidos | Raymond James Stadium         | Vance Joy Shawn Mendes      | 56,987 / 56,987 (100%)       | US$ 6,202,515   |
| Etapa 5 — Ásia             |                  |                |                               |                             |                              |                 |
| 7 de novembro de 2015      | Kallang          | Singapura      | Singapore Indoor Stadium      | —                           | 17,726 / 17,726 (100%)       | US$ 3,217,569   |
| 8 de novembro de 2015      | Kallang          | Singapura      | Singapore Indoor Stadium      | —                           | 17,726 / 17,726 (100%)       | US$ 3,217,569   |
| 10 de novembro de 2015     | Xangai           | China          | Mercedes-Benz Arena           | —                           | 37,758 / 37,758 (100%)       | US$ 5,917,348   |
| 11 de novembro de 2015     | Xangai           | China          | Mercedes-Benz Arena           | —                           | 37,758 / 37,758 (100%)       | US$ 5,917,348   |
| 12 de novembro de 2015     | Xangai           | China          | Mercedes-Benz Arena           | —                           | 37,758 / 37,758 (100%)       | US$ 5,917,348   |
| Etapa 6 — Oceania          |                  |                |                               |                             |                              |                 |
| 28 de novembro de 2015     | Sydney           | Austrália      | ANZ Stadium                   | Vance Joy                   | 75,980 / 75,980 (100%)       | US$ 6,571,683   |
| 5 de dezembro de 2015      | Brisbane         | Austrália      | Suncorp Stadium               | Vance Joy                   | 46,881 / 46,881 (100%)       | US$ 4,759,471   |
| 7 de dezembro de 2015      | Adelaide         | Austrália      | Adelaide Entertainment Centre | Vance Joy                   | 20,090 / 20,090 (100%)       | US$ 2,407,499   |
| 8 de dezembro de 2015      | Adelaide         | Austrália      | Adelaide Entertainment Centre | Vance Joy                   | 20,090 / 20,090 (100%)       | US$ 2,407,499   |
| 10 de dezembro de 2015     | Melbourne        | Austrália      | AAMI Park                     | Vance Joy                   | 98,136 / 98,136 (100%)       | US$ 10,421,553  |
| 11 de dezembro de 2015     | Melbourne        | Austrália      | AAMI Park                     | Vance Joy                   | 98,136 / 98,136 (100%)       | US$ 10,421,553  |
| 12 de dezembro de 2015     | Melbourne        | Austrália      | AAMI Park                     | Vance Joy                   | 98,136 / 98,136 (100%)       | US$ 10,421,553  |
| Total                      | Total            | Total          | Total                         | Total                       | 2,278,647 / 2,278,647 (100%) | US$ 250,733,097 |